# Atremaea lonchoptera
Atremaea lonchoptera — вид лускокрилих комах з родини виїмчастокрилі молі (Gelechiidae).

## Поширення
Вид поширений в Європі від Ірландії на схід до Західного Сибіру.

## Опис
Розмах крил 16-30 мм.

## Спосіб життя
Імаго літають у липні. Личинка живиться різними видами рогозу (Typha).